# Portland Aerial Tram

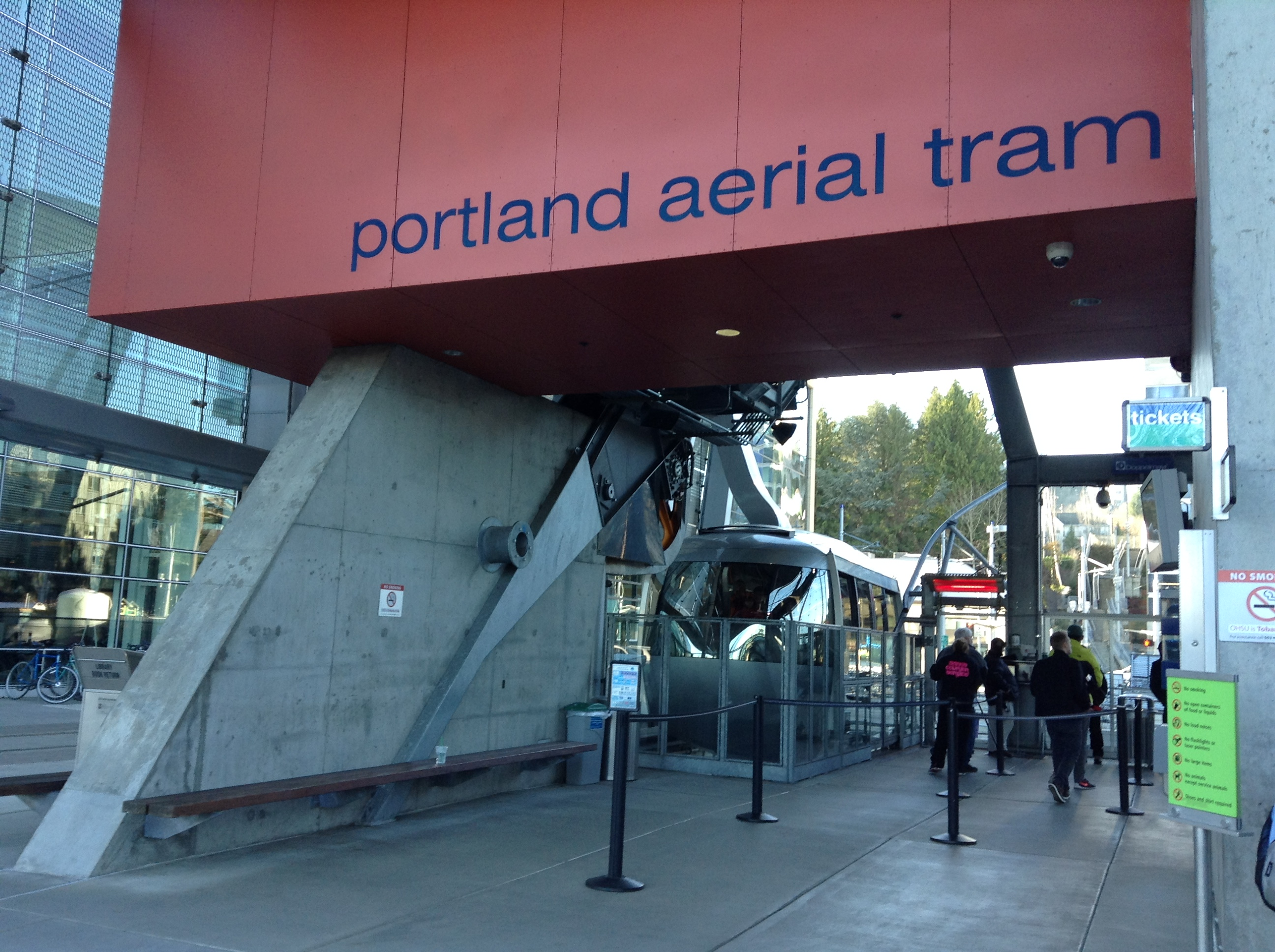
South Waterfront állomás

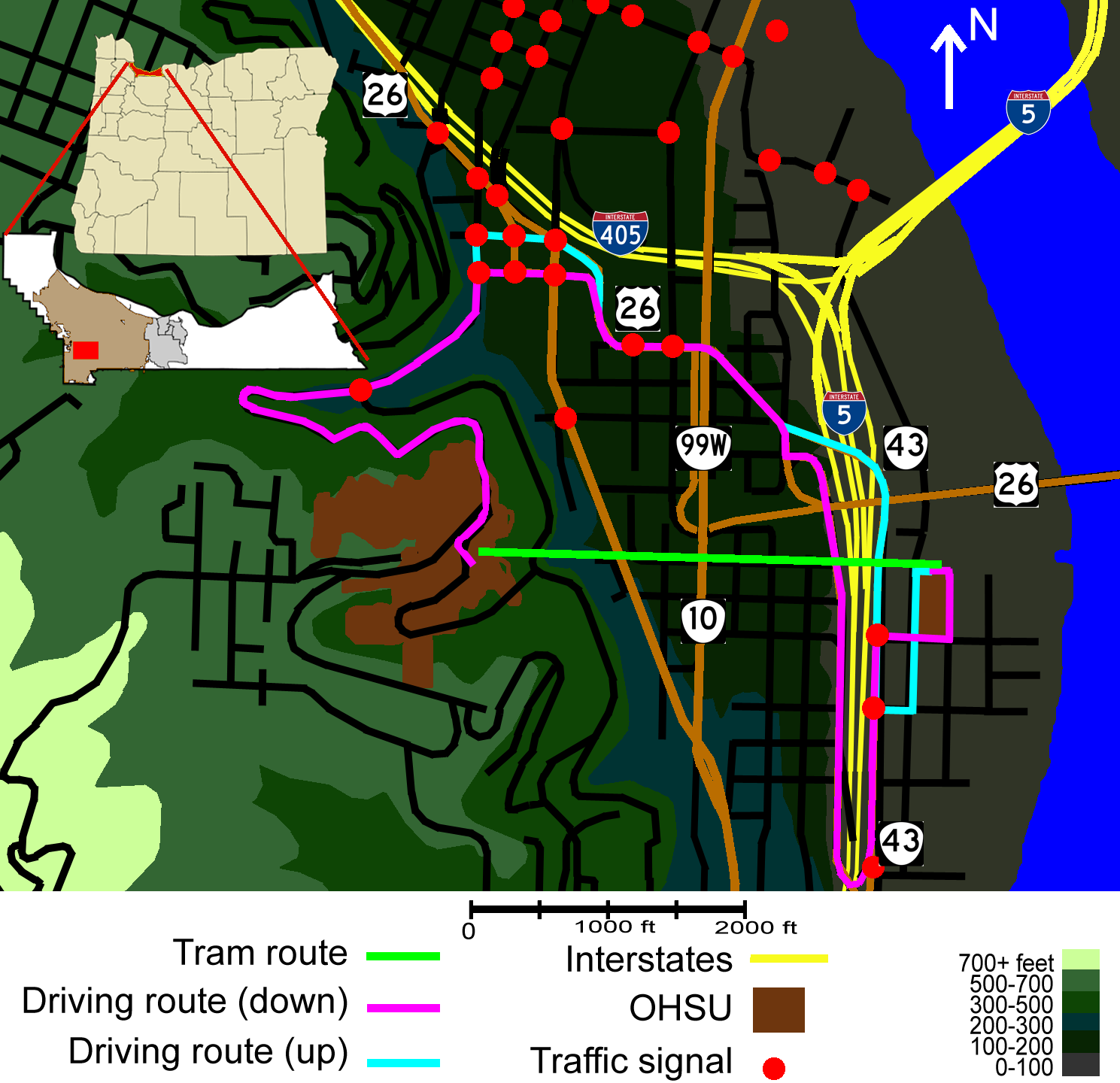
Zölddel a nyomvonal, rózsaszínnel a közút lefelé, világoskékkel pedig a felfelé iránya van jelölve. A sárga sáv az autópályákat, a barna terület az egyetemet, a piros pontok pedig a jelzőlámpákat mutatják.

A Portland Aerial Tram (más néven OHSU Tram) drótkötélpályás felvonó az Amerikai Egyesült Államok Oregon államának Portland városában, amely a South Waterfront városrészt köti össze az Oregoni Egészségtudományi Egyetemmel. Az USA kettő libegőjének egyike, amely nem turisztikai, hanem ingázó forgalmat bonyolít (a másik a New York-i Roosevelt Island Tramway). Az ezer méter hosszú, 152,4 méter emelkedésű utat a kabinok három perc alatt teszik meg.
A libegőt nagyobbrészt az egyetem, kisebbrészt pedig Portland városa és South Waterfront kerület ingatlantulajdonosai finanszírozták. Többségében az egyetem látogatói használják, de a városi tömegközlekedési hálózat része, bárki igénybe veheti. 2006. december 15-én adták át; egymilliomodik utasát 2007. október 17-én, a tízmilliomodikat pedig 2014. január 8-án szállította. A retúrjegy 7 dollárba kerül, az utazás az egyetem oktatói, hallgatói, páciensei és vendégei számára ingyenes.
A projekt többen ellenezték az 57 millió dolláros (az eredeti tervekhez képest négyszeres) költség miatt.

## Története
2001 végén az OHSU a Marquam Hill fejlesztési területen (South Waterfront) új területet vásárolt; a campusszal való összekötéshez több lehetőséget (busz, sikló, alagút) megvizsgáltak, végül egy libegő megvalósításához próbáltak támogatást szerezni a várostól.

### Tervezése
2002 elején megalakult a nonprofit Portland Aerial Transportation, Inc. (PATI), amely első lépéseként felkérte a Portlandi Közlekedési Irodát (ma Portlandi Közlekedési Hivatal), hogy vizsgálják meg az egyetem által benyújtott javaslatot. 2002 májusában elfogadták a javaslatot, szponzornak pedig a PATI-t kérték fel. A közlekedési iroda a lehetőségeket megvizsgálva szintén a libegő mellett döntött, emellett javasolták egy második kiépítését a Barbur sugárút fel. Júliusban a város képviselő-testülete felkérte a két szervezetet a tervezés megkezdésére, valamint a társadalmi egyeztetés lefolytatására. 2012-ben utóbbi eredményeképp adták át a Gibbs gyalogos acélhidat.
2003 januárjában négy cég nyújtott be a tervezésre pályázatot; a nyertest (a Los Angeles-i/zürichi Angélil / Graham / Pfenninger / Scholl) március 26-án hirdették ki. A kabinok kialakításával novemberben a Doppelmayr CTEC-et bízták meg. A projekt állapotával kapcsolatos első nyilvános bejelentés 2003 novemberében volt.

### Építése és megnyitása
Az építkezés 2005 augusztusában kezdődött a két végállomás és a középső támasztópilon egyidejű kialakításával. Az építkezés javarészt 2006-ban zajlott, a gépészeti berendezéseket tavasszal és kora nyáron telepítették. A drótkötélpályát késő nyáron és kora ősszel építették ki.
A kettő kabin egy hét késéssel 2006. október 29-én érkezett meg Svájcból. Az első próbafutás 2006. november 9-én volt; ennek során négyen a kabinok tetejét és felfüggesztését vizsgálták. A járműtesztek novemberben tovább folytatódtak. A felvonó az OHSU polgárai részére 2006. december 15-én, a nyilvánosság számára pedig 2007. január 27-én nyílt meg.

### 2018-as baleset
2018. december 4-én az egyik kabin tetejének három négyzetméteres fémpanele leszakadt és negyven métert zuhant, eltalálva egy járókelőt, aki könnyebb sérüléseket szerzett. A közlekedési hivatal vizsgálata szerint a rögzítőrendszer nem tudta megakadályozni, hogy az erős szél a panelt letépje. 2019 nyarára a kivitelező a kabinokat új rögzítőeszközökkel látta el.

## Finanszírozása
A projekt végső költsége elérte az eredetileg előirányzott összeg közel négyszeresét, ezért felmerült az építkezés leállítása. A működési költségek kétszeresek az eredetileg tervezetthez képest. A ráfordított adóbevételek növekedésével az OHSU végül a viszonylat 85%-át finanszírozta, de ennek ellenére integrálták a városi tömegközlekedésbe.

### Költségvetési terv
2002 novemberében az egyéb költségek (például munkadíjak) levonásával a projektre 15,5 millió dollárt szántak, melyből négymilliót az egyetem, kétmilliót a város fizetne, 9,5 milliót pedig a városrehabilitációs körzetek bevételeiből finanszíroznának (melyből az OHSU része 4,8 millió). A fennmaradó 3,7 milliót a helyi ingatlantulajdonosok fizetnék meg.
A második nyilvános tájékoztatót 2004 áprilisában tartották, májusban pedig a költségvetést a város is áttekintette. Ekkor a teljes összeg a munkadíjakkal együtt 28,5 millió dollár volt, melyből 3,5 milliót fizetne Portland városa. 2005 áprilisában féléves csúszás mellett negyvenmillióra becsülték a teljes összeget; ennek okaként a további műszaki átalakításokat, a magas acélárat és a gyenge dollárt nevezték meg. A The Oregonian szerint a magas acélárak miatt októberre a projekt költségvetése a vésztartalékokkal együtt 45 millió dollár volt; a különbözetet a South Waterfront kerület utca- és parkfejlesztésére szánt rehabilitációs bevételeiből kívánták finanszírozni.

### Költségcsökkentés
2006 januárjában Sam Adams számvivő a kiugró költségek visszaszorítása érdekében menesztette a PATI igazgatóját, majd auditot és kockázatelemzést végeztetett, melynek eredményeit 2006. február 1-jén tették közzé; ekkora az építkezés egyharmada készült el.
A jelentés szerint az egyetem már 2003-ban tudta, hogy a kórházépítés miatt áthelyezett felső végállomás jelentős költségnövekedéshez vezet, de ezt a város vezetői elől elhallgatták. Ez jelentős felháborodáshoz vezetett; Randy Leonard tisztviselő szerint az egyetem „felháborító szerencsejátékot játszik… az adófizetők kárára”. Portland városa megvonta volna a pénzügyi támogatást, amivel az építkezés leállt volna; az egyetem válaszul jogi eljárással fenyegetett, és szerintük a költségvetési hiányért a város felelős. Tárgyalásokat követően az új költségvetést a város 3–2 arányban 2006 áprilisában fogadta el. Az új terv minden résztvevőt kompromisszumra kényszerített; az új költségvetés 57 millió dollár volt, melynek 15%-át, 8,5 milliót a város áll.

### Működési költségek
Az eredetileg 915 ezer dollárra becsült éves működési költségek elérik az 1,7 millió dollárt, ezért a jegyek 1,7 helyett 5,65 dollárba kerülnek. Az egyetem hallgatói, oktatói, páciensei és látogatói ingyen utazhatnak. A működést az utazások arányában a város és az egyetem megosztva finanszírozza (az egyetem vendégei után az egyetem, míg a jeggyel utazók után a város fizet).

## Útvonala

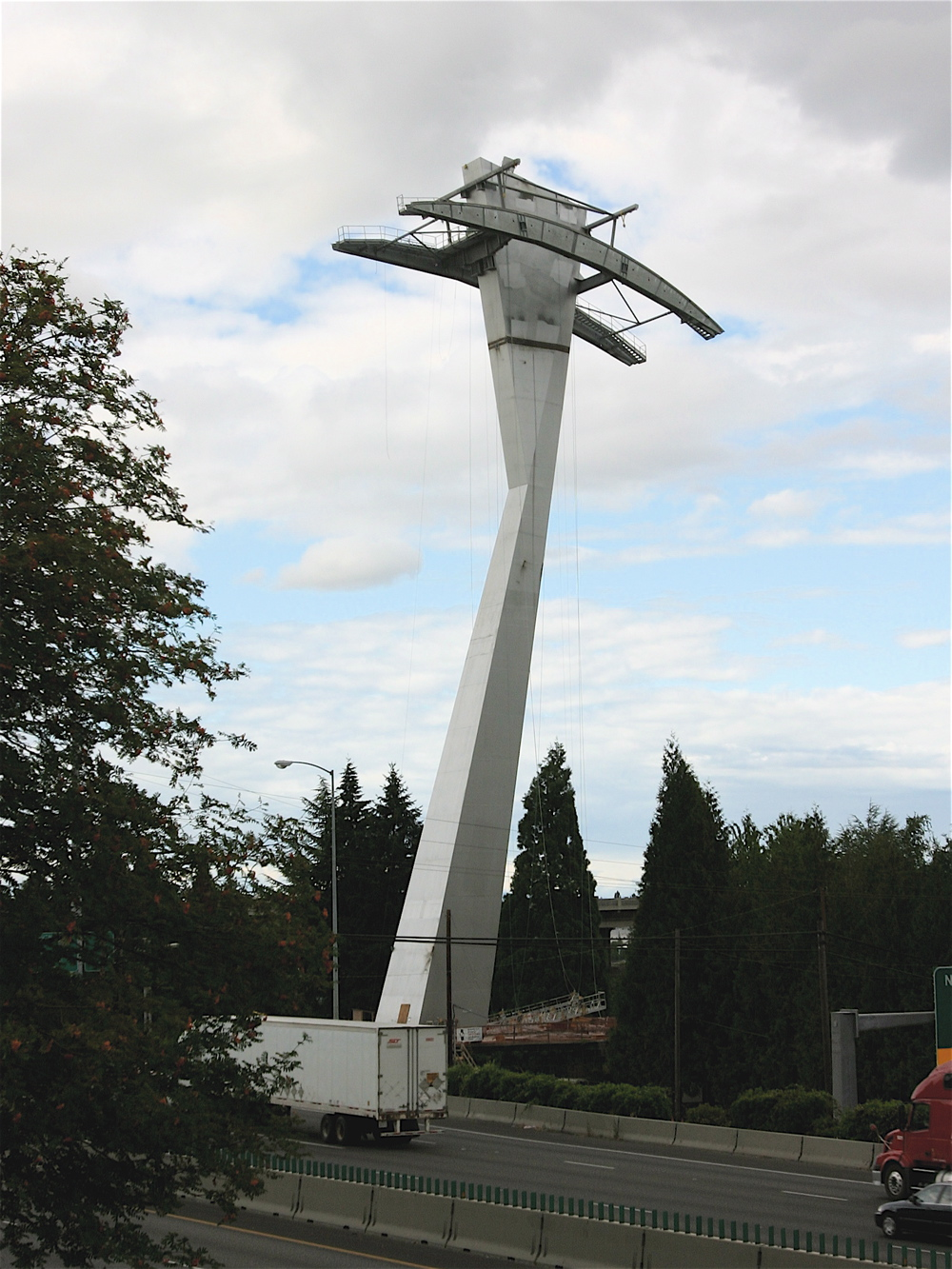
A középső pilon építés alatt

A felvonó két állomásból és egy középső pilonből áll; a drótkötélpárokon a két kabin egyszerre, ellenkező irányban közlekedik (míg egyik a felső végállomáson áll, a másik az alsón). A motor az alsó végállomáson található. Az alsó állomás a Portland Streetcar villamosmegállója közelében, a felső pedig az OHSU kórháza mellett található. Az útvonal ezer méter hosszú, amely alatt a kabinok 152,4 métert emelkednek vagy süllyednek. A kabinok és a talaj közötti maximális távolság 53,3 méter.
A kötélpálya az Interstate 5 és más jelentősebb utak felett is elhalad; a középső pilon az I-5-től nyugatra található. A vonalvezetés miatt a pálya nagyobb magasságban húzódik, ezért már messziről észrevehető, a kabinokból pedig jó kilátás nyílik a Cascade-hegységre. A két állomás között közúton 3,1 kilométer a távolság, mely alatt több lámpás kereszteződést kell érinteni.

## Kialakítása

### Felépítése
Az alsó állomáson található a jegypénztár, a vezérlőterem, valamint egy alagsori betonszerkezetben a pályát hajtó motorok is.
A felső állomás egy szabadon álló, 42,7 méteres betonacél építmény, itt található a pálya ellensúlya. Az épületet híd köti össze a kórház kilencedik emeletével; mivel a felvonó rázkódása akadályozná a sebészeti folyamatokat, szükséges volt a szerkezeti elválasztás.
A hatvan méteres középső pilon lehetővé teszi, hogy az alsó végállomásról kihaladó kabin megfelelő magasságba emelkedhessen az Interstate 5 fölött. A torony alapja 6,7 méter széles és 6,1 méter magas; a legkeskenyebb pontján (körülbelül az építmény kétharmadánál) 2,4×2,4, míg tetejénél 9,8×2,4 méteres. Az 1,52 méter széles pillérfedőt 35 pillér támasztja meg. A pilont a közeli Vancouverben gyártották és három darabban úsztatták fel a Willamette folyón.
A két peronhoz és a középső pilonhoz 1130 tonna acélt és 410 tonna betont használtak fel. A felső platform oldalirányú terhelése 2,2–3,6 millió newton.
A kabinok 51 mm vastag, 4,4 millió newton terhelésű kötélpáron (összesen négy kötélen) közlekednek; az ezeket kiegészítő, 2134 méter hosszú vonókötél keresztülhalad a kabinokon, valamint az alsó és felső fogaskerekeken is.

### Meghajtása
A felvonóba három motort építettek: a hatszáz lóerős, változó frekvenciájú elektromosat kettő hidrosztatikus dízelmotor (egy áramkimaradás és egy evakuáció esetére) egészíti ki. A felső állomáson a kocsikat kiegyensúlyozó 36 tonnás ellensúly található. A kabinok végsebessége 35 kilométer per óra.
A kommunikációs rendszer lehetővé teszi, hogy a kocsivezetők és a vezérlőterem kapcsolatba léphessenek egymással. A pálya és a kabinok állapotát automatikus rendszer figyeli. A libegőt úgy tervezték, hogy földrengésálló legyen és akár nyolcvan kilométer per órás szeleket is kibírjon.

## Kabinok

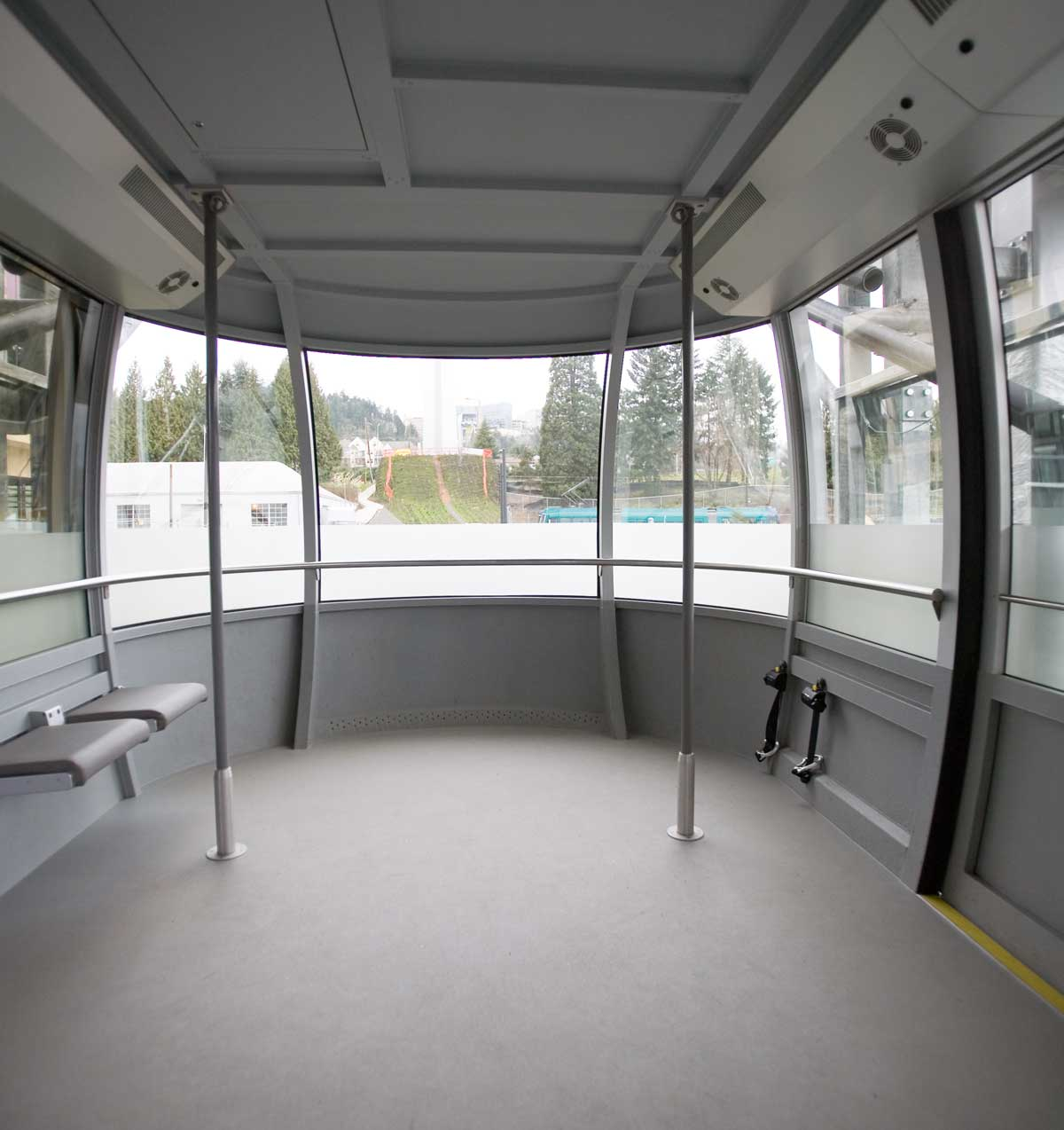
A kabinok beltere

A berni Gangloff AG által épített 10,9 tonnás, 7,62×3,35 méteres kabinok teherbírása 11,8 tonna, és a vezető mellett 78 utast képesek szállítani. A cég szerint formájuk „az égen lebegő buborékokra” emlékeztet. A kabinok alja a vizuális hatások csökkentése érdekében elnyeli és megtöri a fényt. Az északi kocsit Jean Richardson, az Oregoni Állami Egyetem első mérnökszakon végzett nőhallgatója után Jeannak, a délit pedig Walt Reynolds, az Oregoni Orvosi Intézet első afroamerikai diplomása után Waltnak nevezték el.

## Forgalom
A libegő hétfőtől péntekig 5:30-tól 21:30-ig, szombaton pedig 9:00-tól 17:00-ig közlekedik. Vasárnapokon és ünnepnapokon zárva tart, kivéve a nyári vasárnapok délutánjait. Az OHSU oktatói, hallgatói, páciensei és vendégei ingyenesen vehetik igénybe, emellett havi és éves bérlet is váltható. A két végállomás közötti út három percig tart.
Az előzetes becslések szerint naponta 1500-an vették volna igénybe, ez a szám 2030-ra napi ötezerre nőtt volna. A valós utasszámok ezt gyorsan meghaladták: a tízmilliomodik utazást tíz és fél hónappal megnyitás után regisztrálták, 2016-ban a napi utasszám tízezer fő volt.
A Covid19-pandémia miatt 2020 márciusa és 2022 májusa között a viszonylatot csak az OHSU és partnerintézményeinek polgárai és páciensei vehették igénybe.

## Kritikák
A nyilvánosság felől már a jelentős költségnövekedés előtt is érkeztek kritikák, amik az illetékesek vélt machinációival felerősödtek.

### A nyomvonal alatt élők kifogásai

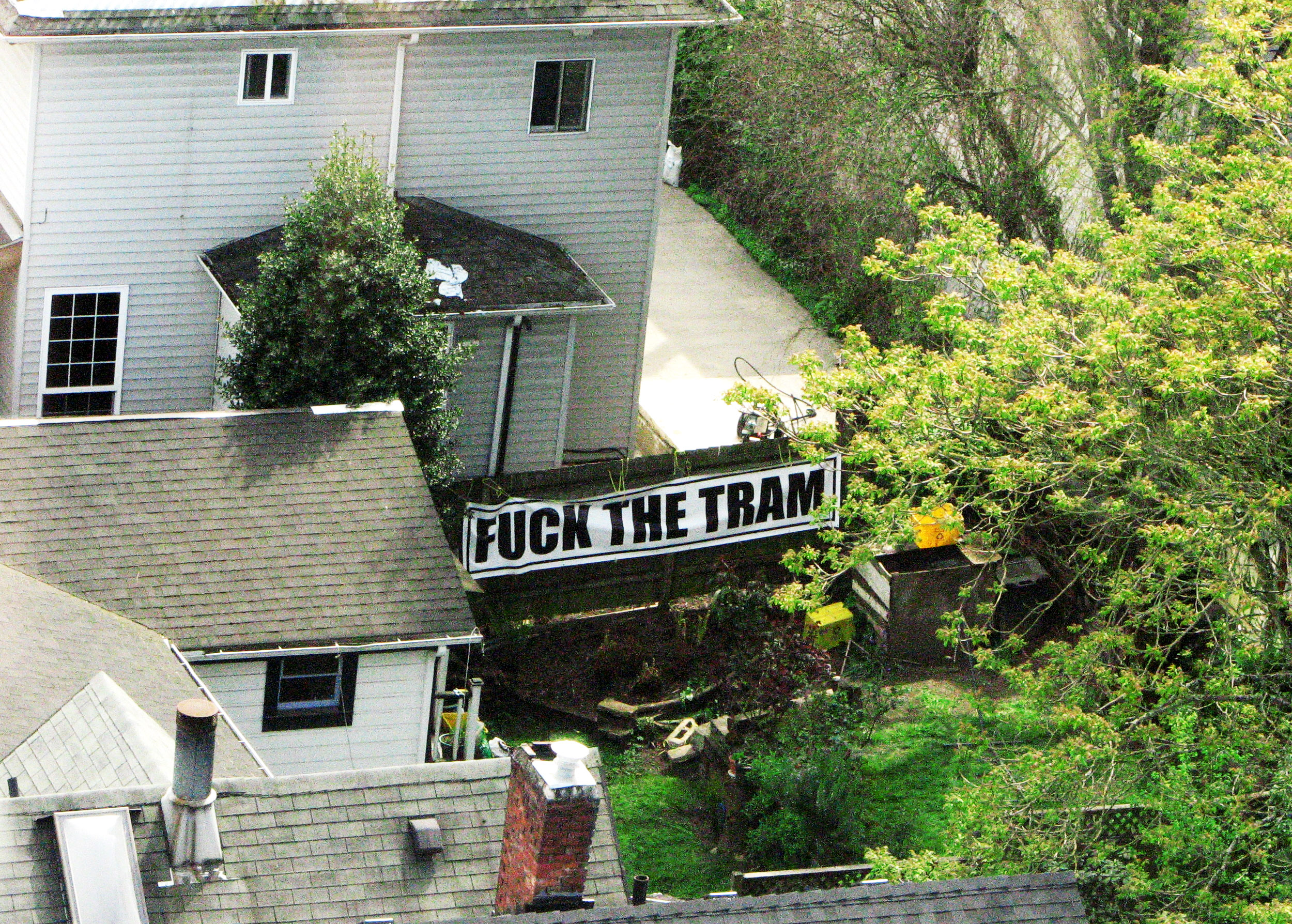
Justin Auld molinója

Corbett–Terwilliger és Lair Hill városrészek lakói úgy vélték, hogy a viszonylat sérti magánéletüket, és ingatlanaik értéke csökkenni fog. A lakóknak kezdetben azt ígérték, hogy a villamos felsővezetékeket elrejtik, de a költségnövekedés miatt ezt később elvetették. Mások azért ellenezték, mert Észak-Corbett a történelmi helyek jegyzékében szereplő historikus terület. Egyesek pert indítottak arra hivatkozva, hogy a házuk feletti légtér az ő tulajdonukban áll; később Portland városa a közvetlenül a vonal alatt fekvő ingatlanokra vételi ajánlatot nyújtott be.
Az átadást követő években a nyomvonal alatt élők közül többen továbbra is ellenezték a projektet. 2007-ben Justin Auld a csak a kabinokból olvasható „FUCK THE TRAM” („CSESSZÉTEK MEG A LIBEGŐT”) feliratot helyezett el; a város később csendben megegyezett vele, így Auld a feliratot eltüntette.

### Aggodalmak a költségek miatt
A gyorsan növekedő költségek miatt az egyetemet és a várost is számos kritika érte. A KATU tévéadó a projekt árát az azonos kivitelező által épített Jackson Hole sípályára vezető felvonóéval vetette össze, amely 28%-kal nagyobb befogadóképességű, de csak 25 millió dollárba került.
A támogatók szerint a költségek a fejlesztőkön kívül álló okok miatt növekedtek. A 2006-os audit szerint a libegő „drámai, egyedi létesítmény, amely Portland látnivalója lesz”. A jelentés továbbá megjegyezte, hogy a tornyok és végállomások kialakítása szűk tűréshatárok mellett történt.
Egyesek szerint az újratervezés felesleges időhúzáshoz vezetett: az egyik építész szerint „ha összeadjuk az újratervezésre szánt időt, vesztettünk egy évet. Talán megspóroltunk kétmillió dollárt, de milyen áron? Ha további egy évünk lett volna, az sokat jelentett volna”.

### Alacsony hasznosság
Az építkezés során egyesek kifejtették, hogy szerintük a projekt csak az OHSU számára hoz hasznot, abból a társadalom nem részesül. Az egyetem által 2001-ben megrendelt tanulmány szerint 2030-ra a napi 4700 használó kevesebb mint ötöde (850 fő) érkezne az egyetemről kívülről. Az alsó végállomás könnyen megközelíthető, azonban a felső csak az OHSU kórházának kilencedik emeletéről érhető el. A Cascade Policy Institute libertariánus kutatócsoport szerint a projekt „kisebb politikai csoportok játszmája során” jött létre, és kételkedtek az új munkahelyek létrejöttében.
Mások szerint ugyan a költségek növekedtek, az OHSU a város gazdaságának jelentős szereplője; nemcsak a térség legnagyobb foglalkoztatója, de jelenléte hozzájárul a szövetségi támogatások odaítéléséhez (2005-ben 168 millió dollárt kaptak), és a magasan képzett munkaerő Portlandbe csábításához is. A Marquam Hill-i campus közúti megközelíthetősége korlátozott, így a libegő nélkül a bővítéssel növekedne a szomszédos kerületek forgalma.

### Építészeti és városképi hatások
A libegő városképi hatását többen elismerték. Jeff Jahn, a PortlandArt.net kritikusa szerint a létesítmény „a város legfontosabb új építménye Michael Graves 1980-ban épült Portland Buildingje óta”. 2006-ban az Amerikai Építészek Intézete, 2007-ben pedig az Amerikai Acélépítészeti Intézet is kitüntette.
Sam Adams számvivő szerint olcsóbb alternatívaként a tornyokat a villanyoszlopoknál használt rácsos formában is kialakíthatták volna, de szerinte annak hatása „egy rossz síközpontban létesített ronda felvonóéra” emlékeztetett volna, és szerinte száz éven át „ronda képeslapként” rontotta volna a városképet. Egyesek szerint a libegő korlátozza a West Hills városrészben (főképp a Gibbs utcán) élők kilátását.

## Fordítás
- Ez a szócikk részben vagy egészben  a   Portland Aerial Tram című angol Wikipédia-szócikk ezen változatának fordításán alapul.  Az eredeti cikk szerkesztőit annak laptörténete sorolja fel. Ez a jelzés csupán a megfogalmazás eredetét és a szerzői jogokat jelzi, nem szolgál a cikkben szereplő információk forrásmegjelöléseként.